# 愛猷識理達臘
元昭宗愛猷識理達臘（或愛猷識里達臘，1340年1月23日—1378年5月10日），是北元的第二位皇帝，第十五位蒙古大汗，蒙古文称号必里克圖汗（又译为必里禿汗），明朝常称其为故太子必里秃。他的在位時間是從1370年5月27日至1378年5月10日，在位8年，年號宣光。父為元順帝（又称元惠宗）妥懽帖睦爾，母親是高麗貢女奇皇后。

## 庙号
明代王世貞《北虜始末志》稱愛猷識理達臘為“昭宗”。清代乾隆朝《蒙古世系譜》則稱愛猷識理達臘為“哲宗”，但“哲宗”一說證據不足，未被後人接受。

## 生平
愛猷識理答臘生于元順帝至元四年或五年的十二月二十四日。他的生母奇氏因为生育皇子，母凭子贵，至元六年（1340年）被元順帝封为第二皇后，就是奇皇后。
至正十三年（1353年）六月，愛猷識理答臘被元顺帝封为太子，他做太子之后，元朝内部党争日益激烈。愛猷識理答臘试图夺取帝位提前登基，造成了他和他父亲的关系紧张。至正二十四年（1364年），其政敵兼時任將領孛罗帖木儿帶兵闖入大都，愛猷識理答臘被迫流亡到王保保（扩廓帖木儿）的控制區太原，并以此为基地，召集各省军阀准备反攻孛罗。与此同时，元順帝也对孛罗的专权产生不满，遂派人将其刺死，将人头送到太原，召回了愛猷識理達臘并与其和解。
至正二十八年（明朝洪武元年）闰七月二十八日（1368年9月10日），明朝军队逼近大都，元順帝率太子愛猷識理達臘、后妃、臣僚等北走，前往上都，至正二十八年八月二日（1368年9月14日），明太祖的將軍徐達攻克大都。此後邁入北元時期。
至正二十八年八月四日（1368年9月16日），元順帝和太子愛猷識理答臘等人到达上都。至正二十九年六月十三日（1369年7月16日），明军逼近上都，元順帝和太子等人离开上都，当天到达应昌（今内蒙古克什克腾旗达里诺尔西南古城）。至正二十九年六月十七日（1369年7月20日），明军将领常遇春攻克上都。
至正三十年农历五月二日（1370年5月27日），元順帝因痢疾去世于应昌，皇太子愛猷識理答臘在应昌繼承了皇位，並次年改元宣光。至正三十年农历五月十六日（1370年6月10日），明军将领李文忠攻克应昌，昭宗逃往和林，身边仅有一小股随从陪同，他的众多妃子以及儿子买的里八剌被明军俘虏，还有五万余元军投降明军。
宣光二年六月初三（1372年7月3日），明军将领冯胜大败元军，明朝从北元手中取得甘肃地区。
北元在當時仍保持一定的勢力；在宣光二年（1372年）的戰事中，在王保保指挥下，北元對於明朝贏得了一個局部勝利。
元昭宗於宣光八年（1378年5月10日）农历四月十三日逝世，在位8年，享年40岁。
元昭宗死後由其弟北元后主脱古思帖木儿繼位，脱古思帖木儿年号为天元，又称为天元帝。

## 家庭
- 妻妾
  - 第一皇后：权皇后，高丽人，權謙之女。1370年册立为皇后。生一女，嫁也速迭兒。
  - 第二皇后：金皇后，高麗人，金允臧之女[13]。生一子買的里八剌[來源請求]。
- 子女：
  - 女：權皇后所生，嫁卓里克圖汗。
  - 子：买的里八剌，生于1362年[14]，1370年农历五月在应昌被明军俘虏，买的里八剌被俘五年，明廷封为崇礼侯，赐给宅第。1374年农历九月明太祖将在应昌俘获的元昭宗之子买的里八剌送还元廷，招谕修好。

## 相關影視作品

### 電視劇
| 年份 | 電視台     | 劇名     | 演員                   |
| 2005 | MBC        | 辛旽     | 徐一炫、李風雲、金鐘浩 |
| 2013 | MBC        | 奇皇后   | 金鎮宇、李時宇         |
| 2014 | 蒙古电视台 | 諸侯時代 | 恩亞姆巴亞爾           |

## 評價
民国官定正史《新元史》柯劭忞的評價是：“昭宗以下，文献无徵。惟宣光八年之事，间存一二，故附载于本纪云。”

## 延伸阅读
[在维基数据编辑]
 在维基文库阅读此作者作品
 《新元史/卷026》，出自柯劭忞《新元史》

### 引用
1. ↑  《元史》、《明史》多作“愛猷識理達臘”，《明史·列傳第十四》有一处作“愛猷識里達臘”。
2. ↑  Лувсанданзан. . . Монгол Улсын Үндэсний номын сан.   [2025-03-18]. （原始内容存档于2025-03-18） （蒙古语）.
3. ↑  见清《蒙古世系譜》。《明实录》洪武二十一年四月癸丑条称其为“故太子必里秃”。现代译作“必里克图可汗”（朱风、贾敬颜译《汉译蒙古黄金史纲》，内蒙古人民出版社，1985年，第50页）等。
4. ↑  王世貞《北虜始末志》（載於《弇州山人四部稿》卷八十）：“皇太子愛猷識里達臘立，……凡十一年而殂，謚曰昭宗。”
5. ↑  《蒙古世系譜》卷四：“必里克圖汗者，哲宗也。按譜，惠宗殂，哲宗繼立，是即愛育識里達臘，改元宣光，洪武十一年六月殂。……恩克酌力克圖汗，譯言昭宗也。”
6. ↑  民國《蒙兀兒史記》、《新元史》都稱愛猷識理達臘為昭宗。和田清認為《蒙古世系譜》的說法“没有其他旁证，可能是误解”（见和田清著，潘世宪据1959年版译，《明代蒙古史论集》，商务印书馆，1984年，第171页脚注）。
7. ↑  《蒙古源流》记载“必里秃皇帝生于戊寅年”（即至元四年）。《元史·脱脱传》记载愛猷識理達臘至正三年时六岁，和生于至元四年的说法相符。见乌兰《〈蒙古源流〉研究》，第265、288页。
8. ↑  明权衡《庚申外史》记载“至元五年冬皇太子生”。李毂《金刚山长安寺重兴碑》记载“圣天子龙飞之七年，皇后奇氏以元妃生皇子”，与生于至元五年的说法相符。至元五年为1339年。见喜蕾《北元昭宗爱猷识理达腊生年考辨 （页面存档备份，存于）》，《内蒙古大学学报》，2000年7月。
9. ↑  《朴通事谚解》记载“太子令辰十二月二十四日”。见喜蕾文。
10. ↑  《高丽史节要》记载：“忠惠王后元年（庚辰年, 元惠宗后至元六年），“元封奇氏为第二皇后。后, 本国人, 总部散郎子敖之女, 生皇太子爱猷识理达腊。”元惠宗后至元六年是公元1340年。
11. ↑  《新元史·昭宗本紀》，《明史·太祖本紀》
12. ↑  元昭宗愛猷識理達臘生于元惠宗至元五年十二月二十四日（1340年1月23日），至元五年为1339年，元昭宗去世于宣光八年四月十三日，宣光八年为1378年，按照古代年龄计算方式，元昭宗享年四十岁。
13. ↑  《高麗史·卷三十八》恭愍王 2年：八月庚子，元遣巒巒太子定安平章來……丁巳，太子、平章還，王餞于郊。太子約娶金允臧女，以其女歸，先是，實逗太子之來也，亦娶萬戶林淑之女而還。
14. ↑  叶子奇的《草木子》中曾提及了买的里八剌的年龄信息：
“至正二十二年间；黄河自河东清者千余里，河鱼历历，大小可数。庚申帝闻之，惨然不乐者数日。群臣奏曰：“河清，王者之瑞，胡为不乐耶？”上曰：“传云，黄河清，圣人生，当有代朕者。”群臣复曰：“皇太子生子，是陛下圣孙，即其应也。”上笑而释。 ”元順帝生于庚申年（1320年），又称为庚申帝，至正二十二年是公元1362年。
15. ↑  .   [2011-06-15]. （原始内容存档于2020-09-21）.